# Шнейдерман Марк Емануїлович
Марк Емануїлович Шнейдерман (біл. Марк Эмануілавіч Шнейдэрман; 16 березня 1898, м. Житомир — 15 червня 1981) — білоруський диригент, композитор, музичний педагог. Заслужений діяч мистецтв БРСР (1940).

## Біографія
Закінчив у 1930 році Ленінградську консерваторію, клас М. Малько, О. Гаука. З 1935 року (з перервами) — диригент Державного театру опери та балету Білорусі. У 1947—1957 роках художній керівник і головний диригент симфонічного оркестру Білоруської філармонії. Одночасно в 1936—1971 роках (з перервами) викладав у Білоруської консерваторії.

## Творчість
На білоруській сцені під музичним керівництвом поставлені опера «Михась Подгорний» Є. Тікоцького, балет «Соловей» М. Крошнера (обидві 1939) та ін. Автор музики для симфонічного оркестру, в т.ч. увертюри (1939), п'єс для фортепіано з оркестром (1953), для оркестру білоруських народних інструментів (1939), пісень, балад, романсів, музики для дітей, обробок білоруських народних пісень та ін.